# جرج زویگ
جرج زویگ (انگلیسی: George Zweig؛ زاده ۳۰ مهٔ ۱۹۳۷) فیزیک‌دان در زمینه فیزیک ذرات و عصب‌پژوه اهل ایالات متحده آمریکا و از اعضای آکادمی ملی دانش آمریکا است.